# Colletes esakii
Colletes esakii là một loài Hymenoptera trong họ Colletidae. Loài này được Hirashima mô tả khoa học năm 1958.